# 绛州乐楼
35°36′52″N 111°12′53″E / 35.61444°N 111.21472°E
绛州乐楼位于中国山西省运城市新绛县城内西侧，七星坡底部。

## 历史
绛州乐楼为城隍庙的戏台，创建年代无考，现存建筑建于明代，1914年、1983年重修。

## 建筑
绛州乐楼坐南朝北，面向七星坡，下部建有高大宽敞的台基，高近3米。楼高二层，面阔三间，进深二间。硬山筒瓦顶，明间宽大，凸出抱厦舞台一间，上下可同时演出。周围有宽大的回廊。

## 保护
2001年6月25日公布第五批全国重点文物保护单位时，将绛州三楼（钟楼、鼓楼、乐楼）归入绛州大堂。